# Doctor Who and the Mines of Terror
Doctor Who and the Mines of Terror è un videogioco a piattaforme d'avventura dinamica ispirato alla serie televisiva Doctor Who, pubblicato nel 1985 per BBC Micro e nel 1986 per Amstrad CPC e Commodore 64 dall'editrice britannica Micro Power.
La versione originale per BBC Micro necessita di un'espansione di ROM che era fornita nella confezione del gioco. Nel 1986 uscì una nuova edizione specifica per i modelli BBC Micro B+ e BBC Master, dotati nativamente di più memoria, che non necessita l'espansione.
Questa versione fu pubblicata ufficialmente anche per il computer Olivetti Prodest PC 128 S, versione italiana del BBC Master, con il titolo di copertina Doctor Who e le miniere del terrore.
Un'edizione per ZX Spectrum, sebbene molto pubblicizzata e anticipata dalla stampa, non fu mai pubblicata.
The Mines of Terror è il terzo dei numerosi videogiochi su Doctor Who e non ha collegamenti con nessuno degli altri. Qui il Dottore ha l'aspetto del Sesto Dottore.

## Trama
Il Maestro si è impadronito dei piani per costruire l'"unità di replica del tempo" (TIRU), utilizzabile come una micidiale arma, e le sue guardie hanno preso il controllo delle miniere, situate su una luna del pianeta Rijar, dove si estrae un raro minerale necessario per realizzare il TIRU.
Il Dottore viene inviato a risolvere il problema e viaggiando con il TARDIS si materializza direttamente nel profondo delle miniere. I suoi ordini sono interrompere le operazioni di estrazione, recuperare i piani del TIRU e disinnescarlo.
Il complesso minerario è costituito dai cunicoli sotterranei e da una grande struttura industriale in superficie collegata da un ascensore principale, ed è difeso dai robot cingolati Controller (detti Pattuglianti nel manuale italiano per PC128S). Nelle miniere si aggirano anche i nativi Rijaniani, piccoli umanoidi pacifici e innocui, asserviti all'estrazione del minerale. Inoltre nelle miniere si possono incontrare i nativi Madrag, rettiliani feroci e ostili, intenti soprattutto a proteggere le proprie uova.
Il Dottore come di consueto è disarmato, ma ha in dotazione Splinx, un aiutante cibernetico con l'aspetto di un gatto, che può eseguire compiti molto semplici come andare a prendere un oggetto e ha il vantaggio di essere di solito ignorato dai nemici, compresi i Madrag.

## Modalità di gioco
Il giocatore controlla il Dottore mostrato al centro dello schermo ed esplora uno scenario bidimensionale a scorrimento orizzontale e verticale. L'azione è a tutto schermo, con le informazioni di stato visualizzabili in una schermata a parte, eccetto la versione Commodore 64 che dispone di un pannello informativo permanente in alto. Lo scenario è molto grande, con un'area totale circa come 130 schermi (versione Commodore 64), costituita da una decina di aree di diverso aspetto.
Con il gioco originale è inclusa una mappa cartacea di tutto lo scenario, ma poco dettagliata.
Il Dottore può camminare a destra e sinistra sulle piattaforme, rocciose o pavimentate, e sulle rampe oblique. Può saltare e arrampicarsi su eventuali scale verticali. Può azionare certi interruttori che fanno parte dello scenario. Può trovare particolari oggetti da raccogliere, tenere in mano uno alla volta o conservare in un inventario da 4 posti, usare, lasciare o scagliare. Ad esempio uno dei primi oggetti ottenibili è un piccone, utile per bucare una certa parete rocciosa.
I robot nemici Controller si aggirano continuamente nello scenario e possono uccidere il Dottore al contatto, ma sono poco furbi e possono andare solo sui camminamenti metallici, non sulle zone rocciose della miniera. Quando riescono a vedere direttamente il Dottore lo inseguono, ma non salgono le scale. Quando il Dottore perde una vita, perché raggiunto dai Controller o dai Madrag (i Rijaniani sono innocui) o per altri pericoli come cadute molto alte o su rocce acuminate, riprende il gioco rigenerandosi vicino al TARDIS con cui è arrivato nella miniera o vicino all'ultimo punto di ripartenza eventualmente raggiunto (apparecchi etichettati "CSC", Cryogenic Sleep Chamber). In questi punti è possibile anche il salvataggio della partita.
Fin dall'inizio il Dottore è dotato del gatto robotico Splinx, trattabile sia come un oggetto sia come un personaggio. Si può richiamare un'apposita schermata con un menù di comandi da dare a Splinx. Si programma una sequenza di istruzioni, che possono essere: andare in un luogo (precedentemente individuato dal giocatore piazzando un segnalino numerato), raccogliere un oggetto, lasciare l'oggetto, seguire il Dottore, tornare dal Dottore, ricaricare la propria energia limitata (se vicino a una presa), spegnersi per risparmiare energia. Il giocatore può quindi avviare o fermare quando vuole il programma; Splinx tenterà di eseguirlo, assumendo l'aspetto di una sfera rotolante quando si muove.
Splinx ha il vantaggio di essere ignorato dai nemici ed è fondamentale per risolvere certe situazioni. Il manuale stesso dà istruzioni opzionali su come superare un certo Madrag, usando Splinx per spostare una delle loro uova e attirare così il nemico lontano dal passaggio.
Splinx ha però i suoi limiti, tra cui non sale le scale, non salta giù dai bordi delle piattaforme, e dev'essere sempre recuperato là dov'è rimasto, anche quando il Dottore riparte dopo essere morto.
Rispetto alla prima edizione per BBC Micro, la successiva versione per BCC B+/BBC Master aggiunge sonoro e musica durante il gioco. La conversione per Amstrad CPC è sostanzialmente uguale all'originale, mentre quella per Commodore 64 differisce con migliorie come un nuovo sistema di ascensori e musiche in gioco, sebbene non ci sia il classico tema di Doctor Who.

## Sviluppo
Doctor Who and the Mines of Terror fu ideato e pubblicato dalla Micro Power Ltd. di Leeds, che era stata fondata nel 1980 e inizialmente si era fatta un nome producendo cloni di giochi arcade per BBC Micro. Il suo gioco originale più notevole fu Castle Quest (1985) per BBC, programmato da Tony Sothcott.
La Micro Power acquistò i diritti per realizzare un gioco su Doctor Who, il suo progetto più ambizioso, nel periodo poco fortunato in cui il protagonista della serie TV era il Sesto Dottore, interpretato da Colin Baker; nel Regno Unito infatti la serie fu sospesa tra marzo 1985 e settembre 1986, rischiando la soppressione, e proprio in quel periodo avvenne lo sviluppo del gioco.
Inizialmente l'azienda aveva in progetto un seguito di Castle Quest, per programmare il quale a primavera 1985 fu ingaggiato Gary Partis, già autore di Positron per la Micro Power. Partis era appena diciottenne e lavorava come esterno da casa. Dopo il suo ingaggio l'azienda modificò il progetto e volle farlo diventare il gioco su Doctor Who.
Il game design fu realizzato internamente alla Micro Power e coinvolse principalmente almeno quattro persone, con contributi anche di Partis, Sothcott e altri. A definire l'aspetto delle miniere contribuì anche la Kidd, agenzia pubblicitaria locale di cui l'azienda era solita servirsi.
Nel gioco sono presenti i nemici robotici Controller, che assomigliano ai Dalek, famosi antagonisti della serie TV, e il gatto cibernetico Splinx, che ricorda l'assistente canino robotico K-9; non si poterono utilizzare i rispettivi personaggi originali, perché la licenza su di essi apparteneva ad altri e non alla BBC che aveva concesso i diritti principali sulla serie alla Micro Power.
Partis programmò il gioco per BBC Micro basandosi sulla modalità grafica Mode 2, dotata di 16 colori, risoluzione 160x256, e facili capacità di scorrimento orizzontale e verticale, sebbene non con la finezza del singolo pixel.
Con l'uso del Mode 2 restavano circa 12 kB di RAM liberi, insufficienti per tutti i dati dell'ampio programma; da floppy disk si sarebbe potuto risolvere con caricamenti multipli durante il gioco, ma l'azienda intendeva produrre anche la versione cassetta, sulla quale non sarebbe stato fattibile. Perciò buona parte dei dati di scenario e grafica si fecero risiedere su un un'espansione hardware da 16 kB di ROM, fornita insieme al disco o cassetta. Ciò aveva anche l'effetto di impedire la copia pirata del gioco.
Partis programmò in seguito anche la versione distinta per BBC Micro modello B+ o per BBC Master, che non ha bisogno dell'espansione perché sfrutta la maggiore RAM di serie. Partis sostiene che sviluppò anche dei minigiochi con l'idea di aggiungerli in questa versione, ma poi non furono inclusi nel progetto.
Doctor Who and the Mines of Terror riuscì a uscire in tempo per Natale 1985, supportato da una campagna pubblicitaria da 25 000 £, ma non ottenne il livello di successo sperato.
Nel 1986 uscirono le due conversioni per altri sistemi, anch'esse non bisognose della ROM. Quella per Amstrad CPC è molto simile all'originale per BBC Micro, ma si sarebbe probabilmente potuta realizzare meglio sfruttando appieno le capacità della macchina. La versione per Commodore 64, programmata da Tony Sothcott, fu invece studiata meglio per la specifica macchina e beneficiò di scorrimento fluido, sprite hardware, grafica rivista e altre migliorie.
La conversione per ZX Spectrum fu mostrata con anteprime dalla stampa, ma non fu mai completata. Secondo la rivista Computer Gamer soffriva troppo dei limiti della macchina ed eseguiva l'effettiva azione di gioco in una finestra di dimensioni ridotte. La sua pubblicazione fu rimandata più volte e infine annullata.
C'è chi sostiene che fu proprio il mancato successo di Doctor Who and the Mines of Terror a spingere la Micro Power verso il successivo declino, ma secondo l'ex software manager dell'azienda, Alan Butcher, tale declino ebbe molte cause concomitanti.

## Accoglienza
La prima edizione di Doctor Who and the Mines of Terror, per BBC Micro, ricevette recensioni medie dalla stampa, ma non vendette quanto i produttori speravano. Probabile causa fu la presenza della ROM inclusa, che determinava un prezzo di lancio abbastanza alto del gioco, di 19 £ su cassetta e 20 £ su disco nel Regno Unito. Anche le confezioni erano grandi e ben documentate.
La critica britannica di solito diede a questa versione votazioni tra 5/10 e 7/10 o equivalenti.
La versione Commodore 64 ottenne generalmente recensioni migliori, ma anch'essa non eccelse nelle vendite. Nel migliore dei casi conosciuti, la rivista Zzap! (articolo tradotto da Zzap!64) la valutò complessivamente 86%, apprezzando il gioco ampio, longevo e dotato di spessore. Altri giudizi furono comunque piuttosto buoni o moderati, mentre la tedesca Aktueller Software Markt fu nettamente negativa. Secondo Commodore User, che diede un giudizio medio, il gioco è apprezzabilmente più d'intelligenza che d'azione, ma è sciatto e poco ispirato. La parte più scadente secondo diverse riviste era l'audio, con musiche inadatte.
La versione Amstrad CPC non fu più fortunata di quella originale e ricevette giudizi equivalenti a voti tra 4/10 e 7/10. Secondo Amstrad Action (voto 57%) era penalizzata soprattutto dal costo e dalla grafica che soffre di sfarfallio.